# Личар, Чирил
Чирил Личар (словен. Ciril Ličar, серб. Ћирил Личар; 4 июля 1894, Трбовле — 5 февраля 1957, Белград) — словенский и сербский пианист и музыкальный педагог.
Окончил музыкальную школу в Любляне, а затем Пражскую консерваторию. В 1921—1925 гг. преподавал в музыкальном училище при Загребской академии музыки, а с 1925 г. работал в Белграде, сперва в музыкальной школе имени Мокраняца, а с 1937 г. в новоучреждённой Белградской академии музыки. Как педагог наиболее известен в качестве одного из первых учителей Самсона Франсуа; ученицей Личара была также Ольга Еврич, впоследствии отказавшаяся от музыкальной карьеры ради занятий скульптурой. В 1930-е гг. много выступал как ансамблевый исполнитель, в дуэте с виолончелистом Юро Ткальчичем и в составе Белградского квартета.